# Roca de la Mola (Tremp)
La Roca de la Mola és una muntanya de 1.247,3 metres que es troba en el límit dels antics municipis de Gurp de la Conca, del Pallars Jussà i Sapeira, de l'Alta Ribagorça, ara tots dos del terme de Tremp, a la comarca de la Pallars Jussà.
Així doncs, tot i que és termenal entre aquestes dues comarques, des del punt vista geogràfic, ja no ho és des de l'administratiu.
És l'extrem sud de la serra de Sant Adrià, i des d'ella arrenca cap al sud-est el serrat del Comellar.
Encara més al sud —al sud-oest, de fet— hi ha un segon cim també anomenat Roca de la Mola. És a 1,5 km en línia recta, a la zona coneguda com les Rellasques de Roca de la Mola. Aquest segon cim de la Roca de la Mola era també termenal amb Fígols de Tremp.